# Martin Hinteregger
Martin Hinteregger, född 7 september 1992 i Sankt Veit an der Glan, Österrike, är en österrikisk före detta fotbollsspelare. Han representerade Österrikes landslag.

## Karriär
Den 31 januari 2019 lånades Hinteregger ut till Eintracht Frankfurt på ett låneavtal över resten av säsongen 2018/2019. Inför säsongen 2019/2020 värvades han av Eintracht Frankfurt på en permanent övergång.
Den 23 juni 2022 kom Hinteregger och Eintracht Frankfurt överens om att bryta kontraktet, då Hinteregger önskade avsluta sin aktiva fotbollskarriär.